# 率性而活
率性而活（韓語：바르게살자）是一部2007年的韩国电影。该电影翻拍自1991年日本电影"遊びの時間は終らない"(游戏的时间不会结束)。

## 情节
郑度满是一名级别较低的交警，他做事有“照章办事”的习惯，有时会给他带来麻烦。例如他把新老板、新上任的警察局长李承宇拦到路边，并给他开了一张交通罚单。尽管对收到意外的罚款感到惊讶和恼怒，他还面临着更大的问题：三圃市近期发生了一系列银行抢劫案。为了减轻公众压力，李承宇决定进行一次现实的演习，以展示警察部队的能力。郑度满被选中作为扮演银行抢劫犯的角色，他如往常一样对抢劫一丝不苟地准备着，接下来的则是他在银行如同现实中抢劫的一系列行为。

## 演员表
- 郑在咏——郑振满
- 孙炳昊——李承宇
- 李令恩——梁潔欣
- 高昌锡——吴钟大
- 李哲民——赵成旭
- 申久——郑成辈
- 李永逸——度满的母亲
- 林志恩——金成美
- 朱镇模——集旭
- 李汉伟——警队队长
- 金圭哲——金前辈
- 金镐石——老人
- 嚴秀貞——韓素英

## 发行
《率性而活》于2007年10月18日在韩国上映，上映首周就以464,699票的票房高居榜首。该电影第二个周末蝉联该榜首，全球共收到2190,250票的票房，总金额(截至2007年12月16日)为14,961,069美元。